# Pierre Macon
 (juillet 2023).
Si vous disposez d'ouvrages ou d'articles de référence ou si vous connaissez des sites web de qualité traitant du thème abordé ici, merci de compléter l'article en donnant les références utiles à sa vérifiabilité et en les liant à la section « Notes et références ».
Pour les articles homonymes, voir Macon.
Pierre Macon, né le 13 janvier 1769 à Chasselay dans le Lyonnais et mort le 27 octobre 1806 à Leipzig, en Allemagne, est un général français de la Révolution et de l’Empire.

## Biographie
Il entre en service le 8 novembre 1787 comme soldat au 61e régiment d’infanterie, il devient caporal le 1er octobre 1788, sergent fourrier le 11 octobre 1789, sergent-major le 1er janvier 1791, adjudant sous-officier le 11 janvier 1792, et lieutenant le 28 avril suivant. Il est promu capitaine le 15 mai 1793, et il est blessé le 19 au combat du Mas Deu. Le 1er juin 1793, il est désigné commissaire des guerres par commission des représentants du peuple Rouyer et Letourneur, mais il aime trop la gloire pour rester dans un bureau, et trois mois après il retourne en service actif dans son ancien régiment. Le 22 septembre il est nommé chef du 2e bataillon du 61e régiment d’infanterie, par le général Dugommier. Il fait toutes les campagnes de 1793, de l’an II et de l’an III, à l’armée des Pyrénées orientales.
Le 19 juin 1795, il passe chef de brigade à la 122e demi-brigade de bataille, et le 19 juin 1796, il rejoint la 57e demi-brigade d’infanterie de ligne, puis le 18 septembre 1798, la 58e demi-brigade d’infanterie par ordre du général en chef Bonaparte. Le 27 juillet 1799, il prend le commandement de la 6e demi-brigade légère, et il franchit le col du Grand-Saint-Bernard le 7 mai 1800, à la tête de la colonne d’avant-garde. Le 26 mai suivant, il trouve l’occasion de se distinguer, en décidant par une manœuvre hardie le succès du combat de Romano. Malgré un feu terrible d’artillerie et de mousqueterie, il fait passer sa demi-brigade dans la Chuisella, qui a cinq pieds d’eau au moment où les grenadiers chargés d’attaquer le pont sont repoussés par l’ennemi. Le 9 juin 1800, à la bataille de Montebello, il tient en échec, avec 400 hommes seulement, un corps de 4 000 Autrichiens, qui cherche à contourner la droite de l’armée, il les attaque vigoureusement et leur fait 600 prisonniers. Le 14 juin, à la bataille de Marengo, avec 200 hommes qui n’ont pas une seule cartouche, il charge à la baïonnette et arrête une colonne de 3 000 ennemis. 
Le 25 décembre 1800, sous le commandement du général Brune, il passe le premier le Mincio à la tête de sa demi-brigade, et soutient victorieusement trois charges d’infanterie et une du corps des grenadiers hongrois. Le 11 novembre 1802, de retour en France, il est nommé adjudant supérieur du palais du gouvernement. Il est promu général de brigade le 29 août 1803, et il rejoint le camp d’Étaples. Il est fait chevalier de la Légion d’honneur le 11 décembre 1803, et le 13, il prend le commandement de la 1re brigade des grenadiers de la réserve, réunis à Arras, sous les ordres du général Junot, et provisoirement le commandement de cette division le 21 décembre suivant. Il est nommé commandeur de la Légion d’honneur le 14 juin 1804, et l’Empereur l’attache à sa personne. Le 18 octobre 1806, après la prise de Leipzig, Napoléon lui en confie le commandement. Il meurt le 27 octobre 1806, dans cette ville, d’une fièvre putride. Son nom figure sur l’arc de triomphe de l'Étoile, 40e colonne.

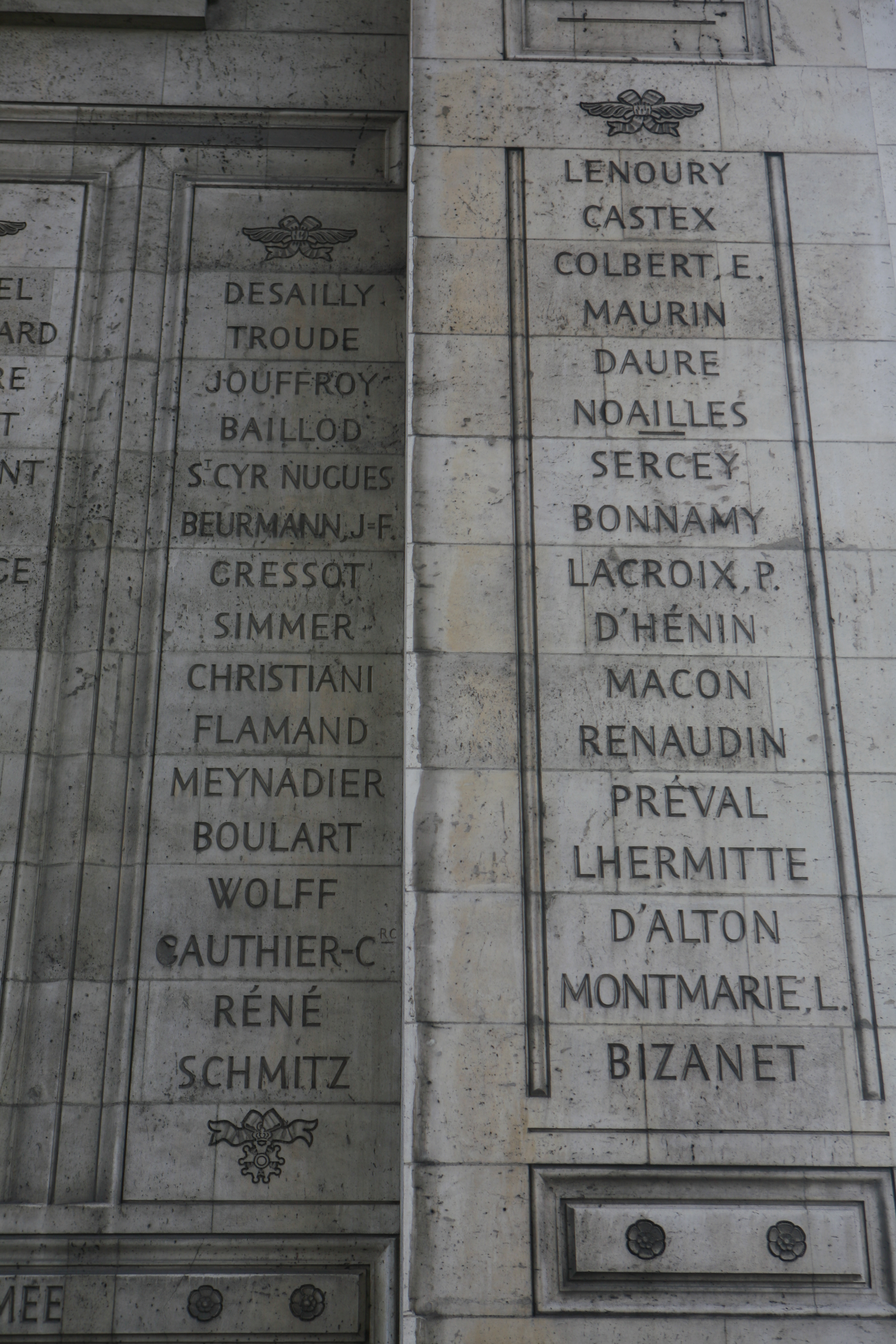
Noms gravés sous l'arc de triomphe de l'Étoile : pilier Ouest, 39e et.